# Лівшиць Олександр Ілліч
Олександр Ілліч Лівшиць (нар. 8 грудня 1959, Кривий Ріг) — український підприємець і футбольний функціонер. З 2007 року — президент футбольного клубу «Кривбас».
Брати Олександр та Фелікс Лівшиці — відомі бізнесмени у Кривому Розі. Серед компаній, з якими пов'язують Олександра Лівшиця — ЗАТ «Трест „Кривбасшахтопроходка“», ТОВ «Торговий дім „Кривбасрудзбут“» і ВАТ «Укргазбуд».